# 容揆
容揆（英語：Yung Kwai，1861年—1943年），字知敘，广东新会人，为容閎侄子，清末民初外交家，历任中国驻美公使馆参赞、代办。

## 生平
容揆出生于1861年。1873年，12岁的容揆作为第二批留美幼童赴美留学，就读春田中学，当清政府召回幼童时，他与譚耀勳抗拒留学事务局，拒绝回国。1880年，容揆虽已被哈佛大学录取，却依照叔叔容閎意思前往耶鲁大学就读。毕业后基本一直在中国驻美国公使馆工作，直到逝世。
宣统三年，曾由清廷委派持国书前往巴拿马参加庆典，途中清廷被推翻，容揆留在美国。
容揆在华盛顿中国公使馆历任翻译、一等秘书、参赞、代办等职务，两次获得国民政府嘉禾二等奖。
1943年，容揆於美国華盛頓哥倫比亞特區逝世。